# Хуан Франсіско Торрес
Хуа́н Франсі́ско То́ррес Беле́н (більш відомий як Хуанфра́н, ісп. Juan Francisco Torres; нар. 9 січня 1985, Кревільєнт, Іспанія) — іспанський футболіст, правий захисник, відомий насамперед виступами за мадридський «Атлетіко» та національну збірну Іспанії.

## Клубна кар'єра
У дорослому футболі дебютував 2002 року виступами за команду «Реал Мадрид B», в якій провів три сезони, взявши участь у 56 матчах чемпіонату. З 2004 року почав потрапляти до заявки головної команди мадридського «Реала», втім закріпитися в основному складі «королівського клубу» не зміг, провівши протягом двох сезонів лише 6 матчів за «Реал» у національному чемпіонаті.
Сезон 2005-06 провів в оренді у клубі «Еспаньйол», де отримав досвід регулярних виступів у Прімері та здобув свій перший великий трофей, ставши володарем Кубка Іспанії. По завершенні терміну оренди повернувся до «Реала», однак відразу ж перейшов до іншого представника іспанського елітного дивізіону клубу «Осасуна», уклавши з ним повноцінний контракт. Граючи у складі «Осасуни» також здебільшого виходив на поле в основному складі команди.
До складу мадридського «Атлетіко» приєднався на початку 2011 року. В новому клубі відразу став ключовою фігурою півзахисту команди. Допоміг команді здобути перемогу у розіграші Ліги Європи 2011-12. Згодом став здебільшого використовуватися на позиції правого захисника. Загалом відіграв за «Атлетіко» вісім з половиною сезонів, провівши 355 офіційних ігор, включаючи 243 гри Ла Ліги. Влітку 2019 року, після завершення чергового контракту з мадридським клубом, 34-річний гравець залишив його команду на правах вільного агента.

## Виступи за збірні
2003 року дебютував у складі юнацької збірної Іспанії, взяв участь в 11 іграх на юнацькому рівні, відзначившись 2 забитими голами.
Протягом 2003–2006 років залучався до складу молодіжних збірних Іспанії. На молодіжному рівні зіграв у 20 офіційних матчах, забив 3 голи.
26 травня 2012 року товариським матчем проти збірної Сербії дебютував в офіційних матчах у складі національної збірної Іспанії. Незважаючи на практичну відсутність досвіду виступів у складі першої збірної Іспанії, був включений до її заявки для участі у фінальній частині чемпіонату Європи 2012 року. На цьому турнірі залишався запасним гравцем, а його команда стала континентальним чемпіоном.
За два роки, на чемпіонаті світу 2014, також був у складі іспанської збірної, однак його участь у турнірі обмежилася однією грою групового етапу. А вже на Євро-2016 був основним правим захисником іспанців, взявши участь в усіх чотирьох іграх на турнірі, який закінчився для них на стадії 1/8 фіналу. Після цієї відносної невдачі тренерський штаб збірної Іспанії взяв курс на омолодження складу, і Хуанфран припинив викликатися до її лав.
| Дата       | Місто                | Господарі            | Результат | Гості              | Турнір               | Голи | Примітки |
| ---------- | -------------------- | -------------------- | --------- | ------------------ | -------------------- | ---- | -------- |
| 26-5-2012  | Санкт-Галлен         | Іспанія              | 2 – 0     | Сербія             | товариський матч     | -    |          |
| 15-8-2012  | Баямон (Пуерто-Рико) | Пуерто-Рико          | 1 – 2     | Іспанія            | товариський матч     | -    | 19'      |
| 7-9-2012   | Понтеведра           | Іспанія              | 5 – 0     | Саудівська Аравія  | товариський матч     | -    |          |
| 16-10-2012 | Мадрид               | Іспанія              | 1 – 1     | Франція            | Відбір до ЧС 2014    | -    | 50' 92'  |
| 14-11-2012 | Панама               | Панама               | 1 – 5     | Іспанія            | товариський матч     | -    |          |
| 15-10-2013 | Альбасете            | Іспанія              | 2 – 0     | Грузія             | Відбір до ЧС 2014    | -    |          |
| 16-11-2013 | Малабо               | Екваторіальна Гвінея | 1 – 2     | Іспанія            | товариський матч     | 1    |          |
| 7-6-2014   | Лендовер             | Сальвадор            | 0 – 2     | Іспанія            | товариський матч     | -    |          |
| 23-6-2014  | Куритиба             | Австралія            | 0 – 3     | Іспанія            | ЧС 2014 - 1-й етап   | -    |          |
| 8-9-2014   | Валенсія             | Іспанія              | 5 – 1     | Північна Македонія | Відбір до ЧЄ 2016    | -    |          |
| 9-10-2014  | Жиліна               | Словаччина           | 2 – 1     | Іспанія            | Відбір до ЧЄ 2016    | -    | 81'      |
| 15-11-2014 | Уельва               | Іспанія              | 3 – 0     | Білорусь           | Відбір до ЧЄ 2016    | -    |          |
| 27-3-2015  | Севілья              | Іспанія              | 1 – 0     | Україна            | Відбір до ЧЄ 2016    | -    |          |
| 14-6-2015  | Борисов (місто)      | Білорусь             | 0 – 1     | Іспанія            | Відбір до ЧЄ 2016    | -    |          |
| 5-9-2015   | Ов'єдо               | Іспанія              | 2 – 0     | Словаччина         | Відбір до ЧЄ 2016    | -    |          |
| 9-10-2015  | Логроньо             | Іспанія              | 4 – 0     | Люксембург         | Відбір до ЧЄ 2016    | -    |          |
| 24-3-2016  | Удіне                | Італія               | 1 – 1     | Іспанія            | товариський матч     | -    | 79'      |
| 7-6-2016   | Хетафе               | Іспанія              | 0 – 1     | Грузія             | товариський матч     | -    | 46'      |
| 17-6-2016  | Тулуза               | Іспанія              | 1 – 0     | Чехія              | ЧЄ 2016 - 1-й етап   | -    |          |
| 21-6-2016  | Ніцца                | Іспанія              | 3 – 0     | Туреччина          | ЧЄ 2016 - 1-й етап   | -    |          |
| 21-6-2016  | Бордо                | Хорватія             | 2 – 1     | Іспанія            | ЧЄ 2016 - 1-й етап   | -    |          |
| 27-6-2016  | Сен-Дені             | Італія               | 2 – 0     | Іспанія            | ЧЄ 2016 - 1/8 фіналу | -    |          |
| Усього     |                      | Матчів               | 22        |                    | Голів                | 1    |          |

## Досягнення
«Еспаньйол»
- Володар Кубка Іспанії: 2005-06

«Атлетіко»
- Чемпіон Іспанії: 2013-14
- Володар Кубка Іспанії: 2012-13
- Володар Суперкубка Іспанії: 2014
- Переможець Ліги Європи: 2011-12
- Володар Суперкубка УЄФА: 2012

Збірна Іспанії
- Чемпіон Європи: 2012
- Чемпіон Європи (U-19): 2004